# Département de Poznań
Pour les articles homonymes, voir Poznań (homonymie).
Le département de Poznań, en polonais Departament Poznański, était un département du duché de Varsovie de 1807 à 1815.
Son chef-lieu était Poznań, et il était divisé en dix districts (arrondissements).
En 1815, après le congrès de Vienne, il devint le district de Posen, un des deux districts du grand-duché de Posen.